# Rampont
Pour les articles homonymes, voir Rampont (ruisseau) et Germain Rampont.
Rampont est une ancienne commune française du département de la Meuse en région Grand Est. Elle est associée à la commune des Souhesmes depuis 1973.

## Géographie

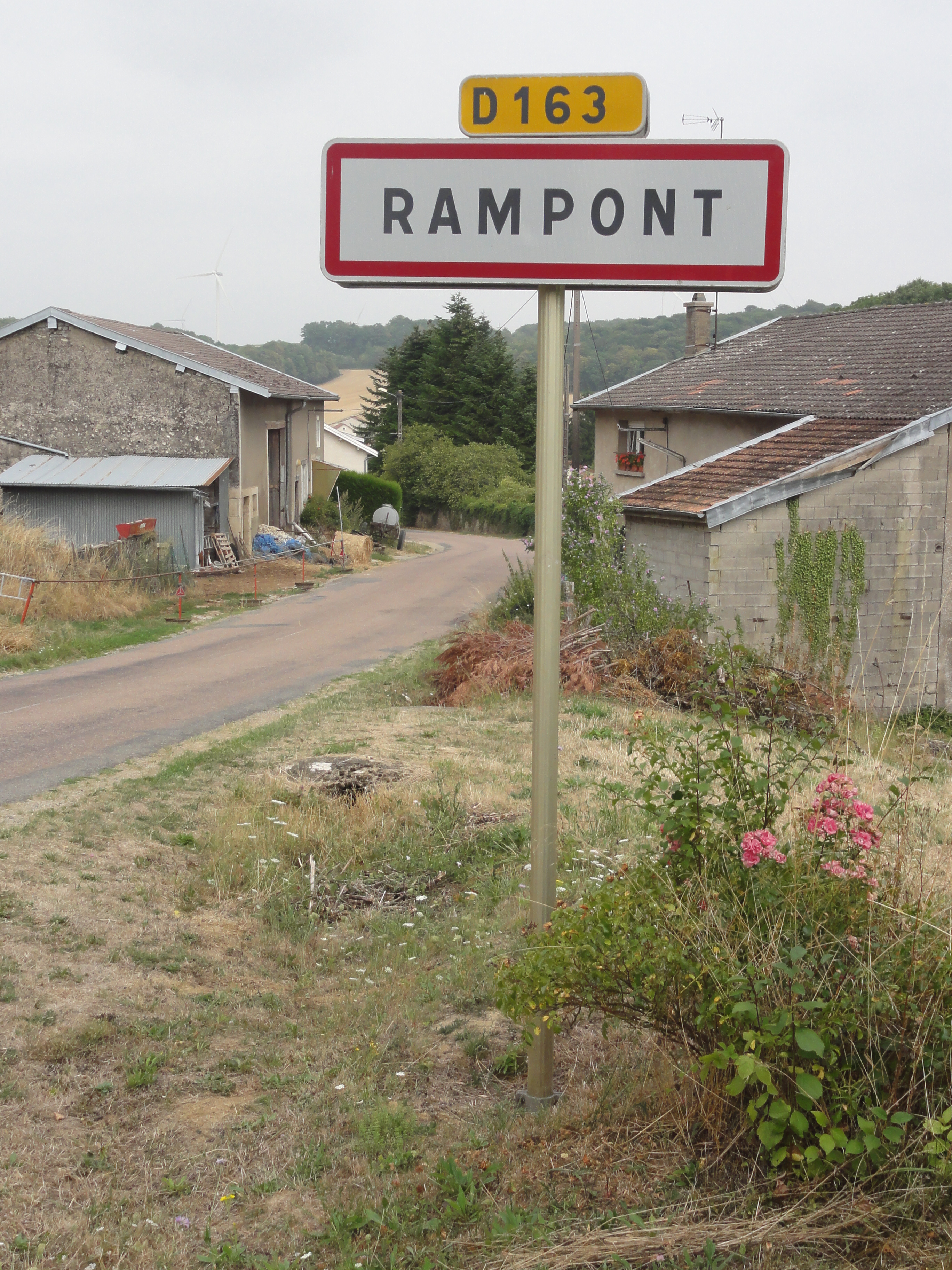
Entrée du village.
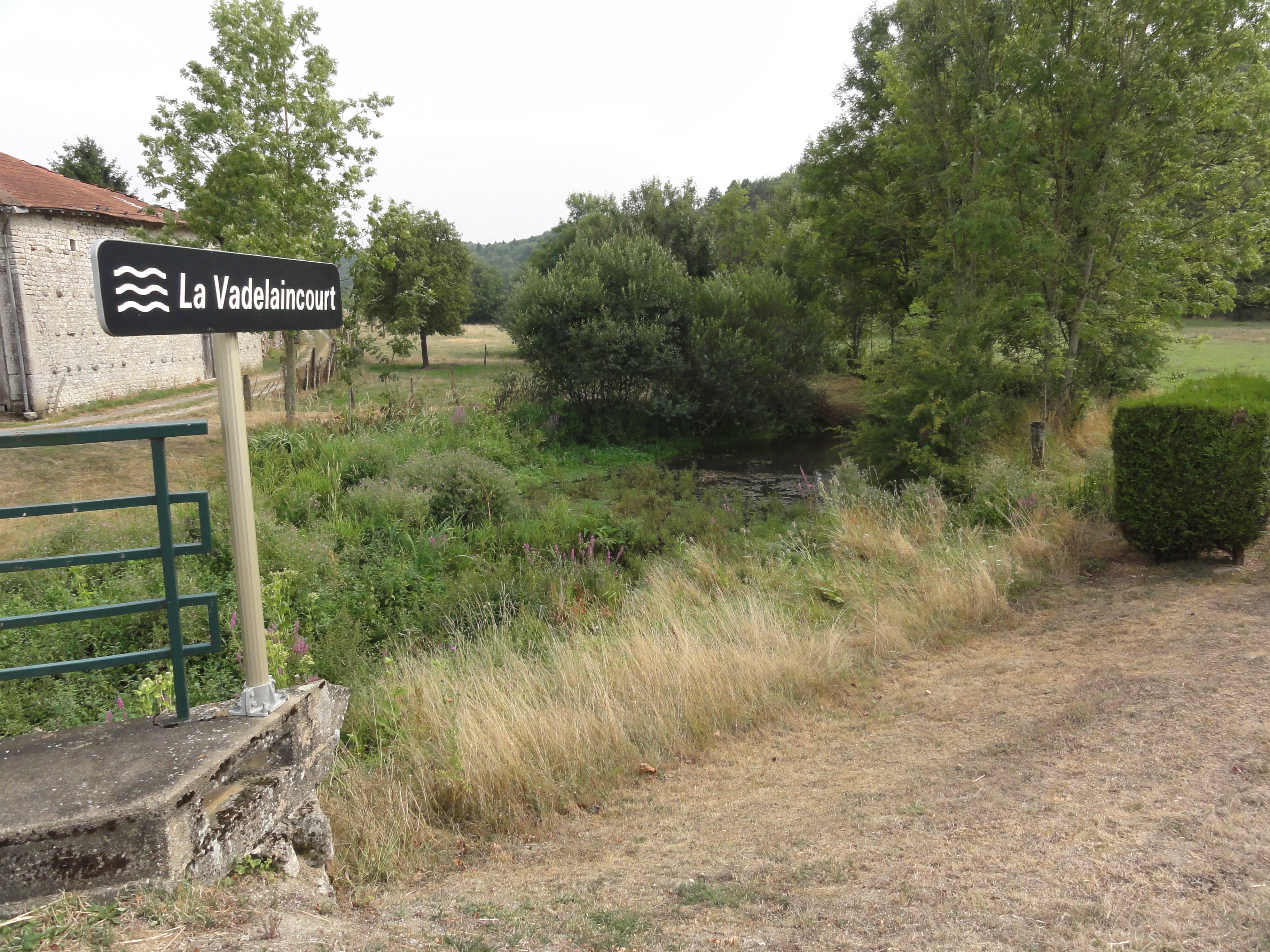
La Vadelaincourt.

## Toponymie
Anciennes mentions : Rampedonem en 1068, Rampedone en 1069, Rampon en 1221, Rampont en 1226, Ramipons en 1738.
Il s'agit d'une formation toponymique médiévale. L'élément -pont au sens de « pont » s'est substitué à -pedon-. Albert Dauzat et François de Beaurepaire rapprochent Rampont de Rampan (Manche, Rampen 1144 - 1151) qui, selon ce dernier, en est peut-être le correspondant exact. -pedonem serait une variante de -pedanum, lui-même d'un latin tardif pedaneus « de pied, à pied », mot dérivé de pēs, pedis « pied ». Ces deux localités se situant le long d'un cours d'eau, pedonem a pu désigner initialement un gué sur la Vadelaincourt (comme celui bien attesté de Rampan), remplacé plus tard par un pont sur le même cours d'eau. En revanche, l'élément Ran- / Ram- reste inexpliqué.

## Histoire
Ce village dépendait du Clermontois puis du Verdunois.
Rampont a donné son nom à une maison de nom et d'armes fort noble qui portait : de gueules à cinq annelets d’or, au franc quartier d'hermines en champ d'argent.
Le 1er juillet 1973, la commune de Rampont est rattachée sous le régime de la fusion-association à celle des Souhesmes qui devient Les Souhesmes-Rampont. 

## Politique et administration

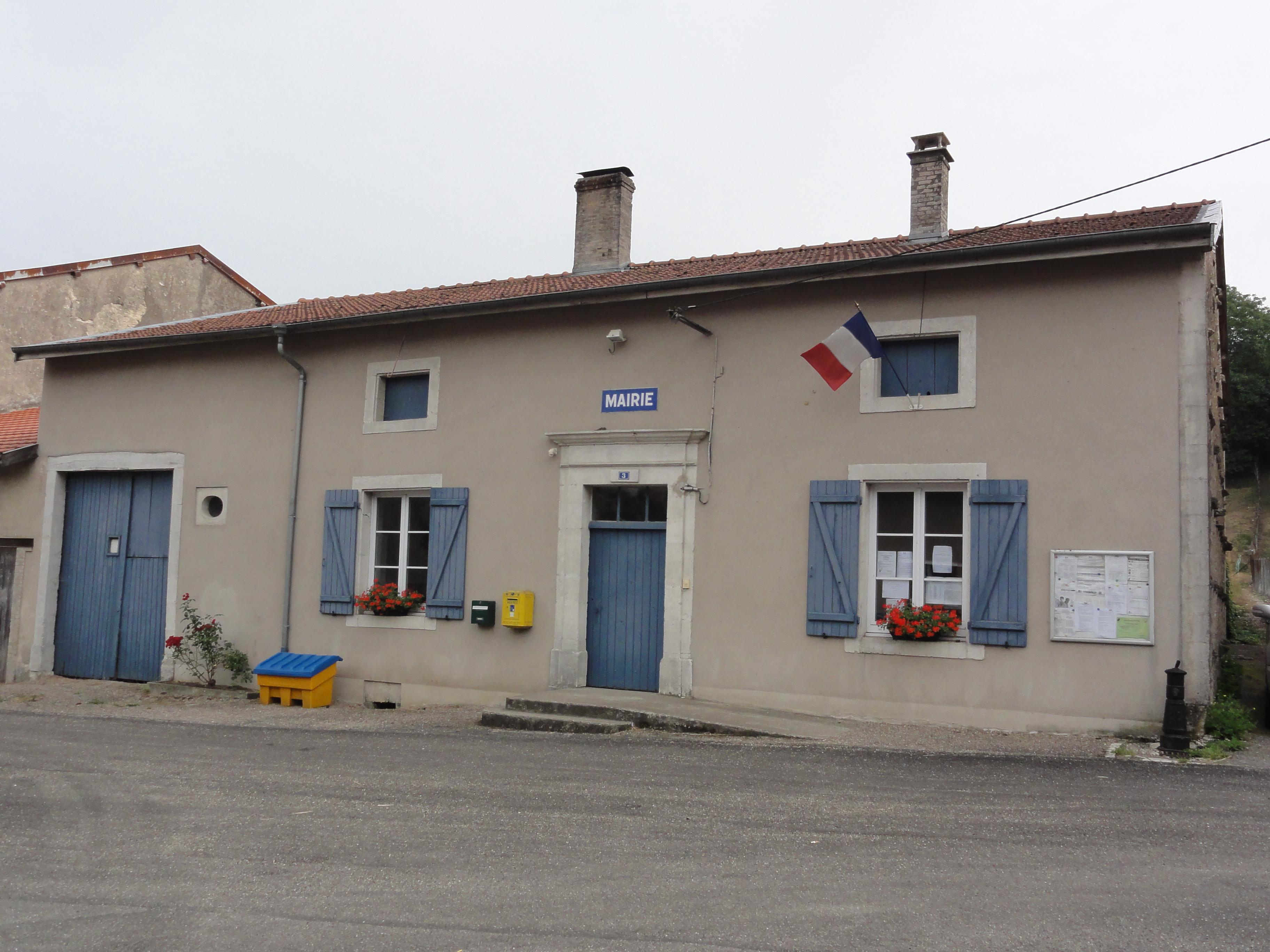
La mairie.

| Période                                  | Période | Identité                | Étiquette | Qualité |
| ---------------------------------------- | ------- | ----------------------- | --------- | ------- |
| ?                                        | ?       | Ernest Célestin BOUILLY |           |         |
| Les données manquantes sont à compléter. |         |                         |           |         |

| Période                                  | Période | Identité | Étiquette | Qualité |
| ---------------------------------------- | ------- | -------- | --------- | ------- |
|                                          |         |          |           |         |
| Les données manquantes sont à compléter. |         |          |           |         |

## Démographie
| 1793 | 1800 | 1806 | 1821 | 1831 | 1836 | 1841 | 1846 | 1851 |
| ---- | ---- | ---- | ---- | ---- | ---- | ---- | ---- | ---- |
| 204  | 209  | 227  | 245  | 252  | 242  | 266  | 270  | 274  |

| 1856 | 1861 | 1866 | 1872 | 1876 | 1881 | 1886 | 1891 | 1896 |
| ---- | ---- | ---- | ---- | ---- | ---- | ---- | ---- | ---- |
| 274  | 269  | 250  | 235  | 252  | 219  | 200  | 187  | 166  |

| 1901 | 1906 | 1911 | 1921 | 1926 | 1931 | 1936 | 1946 | 1954 |
| ---- | ---- | ---- | ---- | ---- | ---- | ---- | ---- | ---- |
| 167  | 162  | 158  | 139  | 137  | 124  | 125  | 121  | 128  |

| 1962 | 1968 | - | - | - | - | - | - | - |
| ---- | ---- | - | - | - | - | - | - | - |
| 113  | 106  | - | - | - | - | - | - | - |

## Lieux et monuments
- Église Saint-Pierre-aux-Liens du XIXe siècle
- Fontaine-abreuvoir